# Beatrice Fihn
Beatrice Fihn (ur. 17 listopada 1982 w roku w Göteborgu) – szwedzka prawnik i działaczka społeczna (antynuklearna, feministyczna, na rzecz praw człowieka). W latach 2014–2023 dyrektor Międzynarodowej Kampanii na rzecz Zniesienia Broni Nuklearnej (ICAN), nagrodzonej w 2017 Pokojową Nagrodą Nobla.
W 2008 roku ukończyła na Uniwersytecie w Sztokholmie studia ze stosunków międzynarodowych. Odbyła staż w pacyfistyczno-feministycznej organizacji Women’s International League for Peace and Freedom. Współpracowała z Radą Praw Człowieka ONZ i Funduszem Rozwoju Kapitału ONZ. Pracowała następnie w banku w Genewie i powróciła do Women’s International League for Peace and Freedom, gdzie przez cztery lata kierowała programem rozbrojenia. Zdobyła magisterium (LLM) z prawa międzynarodowego na University College London.
1 lipca 2014 wybrana na dyrektora wykonawczego Międzynarodowej Kampanii na rzecz Zniesienia Broni Nuklearnej. Zakończyła pełnienie tej funkcji 1 lutego 2023.